# Yokoyama Kenzo
Yokoyama Kenzo (sinh ngày 21 tháng 1 năm 1943) là một cầu thủ bóng đá người Nhật Bản.

## Đội tuyển bóng đá quốc gia Nhật Bản
Yokoyama Kenzo thi đấu cho đội tuyển bóng đá quốc gia Nhật Bản từ năm 1964 đến 1974.

## Thống kê sự nghiệp
| Đội tuyển bóng đá Nhật Bản | Đội tuyển bóng đá Nhật Bản | Đội tuyển bóng đá Nhật Bản |
| Năm                        | Trận                       | Bàn                        |
| -------------------------- | -------------------------- | -------------------------- |
| 1964                       | 1                          | 0                          |
| 1965                       | 4                          | 0                          |
| 1966                       | 6                          | 0                          |
| 1967                       | 5                          | 0                          |
| 1968                       | 3                          | 0                          |
| 1969                       | 3                          | 0                          |
| 1970                       | 12                         | 0                          |
| 1971                       | 6                          | 0                          |
| 1972                       | 3                          | 0                          |
| 1973                       | 2                          | 0                          |
| 1974                       | 4                          | 0                          |
| Tổng cộng                  | 49                         | 0                          |